# Kellogg Valley
Das Kellogg Valley ist ein 1400 m hoch gelegenes und größtenteils eisfreies Tal im ostantarktischen Viktorialand. In der Olympus Range liegt es zwischen Mount Boreas und Mount Aeolus. Das Tal öffnet sich nach Norden zum 500 m tiefer liegenden McKelvey Valley.
Das Advisory Committee on Antarctic Names benannte es 1997 dem Ehepaar Thomas B. Kellogg und Davida E. Kellogg, Geologen der University of Maine, die zwischen 1976 und 1990 in zahlreichen Kampagnen die glaziale Geschichte der Region um den McMurdo-Sund einschließlich des McMurdo-Schelfeises, des Ross-Schelfeises, des Rossmeers und der Antarktischen Trockentäler erkundet hatten.